# Liste der Gerichte in Deutschland in der Napoleonischen Zeit
Diese Liste enthält die historischen Gerichte in Deutschland in der Napoleonischen Zeit, also zwischen der Gründung des Rheinbundes 1806 und der Bildung des Deutschen Bundes 1815. 

## Rheinbundstaaten
- Justizwesen im Königreich Westphalen#Liste der Gerichte
- Gerichtsorganisation im Großherzogtum Berg#Liste der Gerichte
- Gerichtsorganisation im Großherzogtum Frankfurt
- Gerichtsorganisation im Königreich Bayern
- Gerichtsorganisation im Königreich Württemberg
- Gerichtsorganisation im Fürstentum Aschaffenburg
- Gerichtsorganisation im Fürstentum Regensburg
- Gerichtsorganisation im Großherzogtum Baden
- Gerichtsorganisation im Herzogtum Arenberg-Meppen
- Gerichtsorganisation im Herzogtum Nassau
- Gerichtsorganisation im Fürstentum Hohenzollern-Hechingen
- Gerichtsorganisation im Fürstentum Hohenzollern-Sigmaringen
- Gerichtsorganisation im Fürstentum Salm-Salm
- Gerichtsorganisation im Fürstentum Salm-Kyrburg
- Gerichtsorganisation im Fürstentum Isenburg
- Gerichtsorganisation im Fürstentum Liechtenstein
- Gerichtsorganisation im Großherzogtum Hessen
- Gerichtsorganisation im Fürstentum von der Leyen
- Gerichtsorganisation im Großherzogtum Würzburg
- Gerichtsorganisation im Königreich Sachsen
- Gerichtsorganisation im Herzogtum Sachsen-Weimar-Eisenach
- Gerichtsorganisation im Herzogtum Sachsen-Gotha
- Gerichtsorganisation im Herzogtum Sachsen-Meiningen
- Gerichtsorganisation im Herzogtum Sachsen-Hildburghausen
- Gerichtsorganisation im Herzogtum Sachsen-Coburg
- Gerichtsorganisation im Herzogtum Anhalt-Dessau
- Gerichtsorganisation im Herzogtum Anhalt-Bernburg
- Gerichtsorganisation im Herzogtum Anhalt-Köthen
- Gerichtsorganisation im Fürstentum Lippe
- Gerichtsorganisation im Fürstentum Schaumburg-Lippe
- Gerichtsorganisation im Fürstentum Reuß älterer Linie
- Gerichtsorganisation im Fürstentum Reuß-Schleiz
- Gerichtsorganisation im Fürstentum Reuß-Lobenstein
- Gerichtsorganisation im Fürstentum Reuß-Ebersdorf
- Gerichtsorganisation im Fürstentum Schwarzburg-Rudolstadt
- Gerichtsorganisation im Fürstentum Schwarzburg-Sondershausen
- Gerichtsorganisation im Fürstentum Waldeck
- Gerichtsorganisation im Herzogtum Mecklenburg-Strelitz
- Gerichtsorganisation im Herzogtum Mecklenburg-Schwerin
- Gerichtsorganisation im Herzogtum Oldenburg

## Staaten außerhalb des Rheinbundes
- Liste der Gerichte in Preußen
- Liste der Gerichte im Königreich Sachsen